# 马迹镇
马迹镇，是中华人民共和国湖南省衡陽市衡山县下辖的一个乡镇级行政单位。2015年11月18日，东湖镇、马迹镇成建制合并设立东湖镇。

## 行政区划
马迹镇下辖以下地区：
同心社区、梅田村、石碑村、团山村、同富村、马迹村、塘湾村、牌楼村、杉山村、桥塘村和长岭村。